# Lara Croft: Relic Run
Lara Croft: Relic Run est un jeu vidéo de plates-formes de type runner développé par Simutronics et édité par Square Enix, sorti en 2015 sur iOS, Android et Windows Phone.

## Système de jeu
Relic Run est un jeu de type Running Game en troisième personne. Le but étant de retrouver Carter Bell, un collègue archéologue de Lara, porté disparu dans la jungle, dont la première apparition est le jeu Lara Croft and the Temple of Osiris.

## Accueil
- Jeuxvideo.com : 17/20[2]